# Dope Stars Inc.
I Dope Stars Inc. sono un gruppo musicale industrial rock formatosi a Roma nel 2003. Nascono quando Victor Love decide di dar vita a un nuovo progetto dopo la sua esperienza nei My Sixth Shadow, band industrial gothic metal romana.

## Formazione
Attuale
- Victor Love – voce, chitarra, sintetizzatore, drum machine (2003–presente)
- Fabrice La Nuit – chitarra (2006–presente)
- Darin Yevonde – basso (2003–presente)
- Andrea Rabuini - batteria (2013-presente)

Ex membri
- Alex Vega – chitarra (2005, 2007)
- Brian Wolfram – chitarra (2003–2005)
- Grace Khold - tastiera (2003-2005)

## Discografia
Album studio
- 2005 - Neuromance
- 2006 - Gigahearts
- 2009 - 21st Century Slave
- 2011 - Ultrawired
- 2015 - TeraPunk

EP
- 2003 - 10,000 Watts of Artificial Pleasures
- 2006 - Make a Star
- 2009 - Criminal Intents/Morning Star